# بضع ونزح (طب)
البضع والنزح (بالإنجليزية: Incision and drainage)‏، المعروف أيضاً باسم البضع السريري، هو إجراء جراحي بسيط لإخراج القيح أو الضغط المتراكم تحت الجلد، مثل المُحدث بالخراج أو الدمل أو الجيوب جانب الأنفية المصابة. يجرى عن طريق وضع معقم على المنطقة مثل محلول اليود، ثم إجراء شق صغير لثقب الجلد باستخدام أداة معقمة مثل إبرة حادة أو مبضع مدبب. مما يسمح للقيح بالخروج عبر الشق.
تتطلب خراجات البطن الكبيرة إدخال أنبوب نزح، مسبوقاً بإدخال قسطرة مركزية مُدخَلة طرفيّاً للاستعداد لعلاج صدمة إنتانية محتملة.

## المضادات الحيوية المساعدة
لا تحتاج الخراجات الجلدية غير المختلطة إلى مضادات حيوية بعد النزح الناجح.

## الخراجات التالية للبضع
بالنسبة للخراجات التالية للبضع (كاختلاط للبضع والنزح)، يوصى بأن يتبع البضع والنزح بتغطية المنطقة بطبقة رقيقة من الشاش متبوعاً بضماد عقيم. يجب تغيير الضماد وغسل الجرح بمحلول ملحي مرتين على الأقل كل يوم. بالإضافة إلى ذلك، يوصى بإعطاء مضاد حيوي فعال ضد المكورات العنقودية والمكورات العقدية، ويفضل فانكوميسين عندما يكون هناك خطر الإصابة بالمكورات العنقودية المذهبة المقاومة للميثيسيلين.  يمكن السماح للجرح بالإغلاق بالمقصد الثاني. بدلاً من ذلك، إذا تم إزالة العدوى وظهرت الأنسجة الحبيبية السليمة عند قاعدة الجرح، فيمكن إعادة تقريب حواف الشق، باستخدام ضمادة لاصقة على شكل فراشة أو التدبيس أو الغرز.